# 解密 (电影)
《解密》是2024年上映的中国大陆悬疑剧情片，改编自茅盾文学奖得主麦家的同名长篇小说，由陈思诚担任导演和编剧，刘昊然、約翰·庫薩克领衔主演，陈道明、吴彦祖、俞飞鸿特别出演，任璐遥、陈雨锶、王雨甜、周游、朱珠主演。

## 剧情概要
故事设定在战乱的20世纪40年代。患有自闭症的数学天才容金珍因其极高的天赋被大学校长的小黎黎和太太叶筱凝收养。1949年大学入学之际，容金珍因在第一节课就解出希伊斯老师布置的难题而被收为其学生。由于国民党的撤离，希伊斯一家前往美国，而容金珍因中弹留在了中国。中华人民共和国成立后，容金珍被郑某招募至秘密间谍机构701局成为一名解密者，并通过释梦先后破解了数十个密码，包括美国所研制的“紫密”和“黑密”。

## 演员阵容
- 刘昊然 饰演 容金珍，701局破译局人员。
- 約翰·庫薩克 饰演 希伊斯，数学系老师，也是容金珍的大学导师。[8][9]
- 任璐遥 饰演 小梅，701局工作人员。[9]
- 陈雨锶 饰演 容必瑜，小黎黎和叶筱凝的独生女。[9]
- 王雨甜 饰演 瓦西里，701局行动人员。[9]
- 周游 饰演 严实，701局密码破译者，容金珍的战友。[9]
- 朱珠 饰演 希太太，希伊斯的妻子。[9]
- 陈道明 饰演 郑某，701局局长。（特别出演）[8][9]
- 吴彦祖 饰演 小黎黎，之京大学校长、容金珍的养父，他发现了容金珍的数学天赋。（特别出演）[8][9]
- 俞飞鸿 饰演 叶筱凝，小黎黎的妻子、容必瑜的母亲。（特别出演）[9]
- 曹翠芬 饰演 老年容必瑜（友情出演）[10]
- 吴彦姝 饰演 老年小梅（友情出演）[10]
- 许还山 饰演 老年瓦西里（友情出演）[10]
- 王宝强 饰演 阿炳[註 1]，701局侦听局人员。（友情出演）[10]
- 肖央 饰演 棋疯子（友情出演）[10]
- 潘粤明 饰演 钱教授（友情出演）[10]
- 沙宝亮 饰演 美蒋特务（友情出演）[10]
- 歐陽娜娜 饰演 情报员（友情出演）[10]

## 制作
该片于2023年7月获得国家电影局批准立项。曹郁担任该片摄影指导、韩忠与马晓飞担任美术指导，片中仅红色沙滩梦境场景的道具制作便耗时一个月，该场景呈现的夕阳效果采用了75台LED灯组成的灯阵来实现，首次在中国电影工业化体系中实现人造太阳效果。该片全程采用IMAX特制拍摄，历经三个多月的拍摄，于2024年1月25日杀青。
片中使用披头士乐队的经典反战歌曲《我是海象》作为插曲，这是亚洲地区首次获得披头士乐队作品的使用授权；洛内·巴尔菲与凯文·里普尔（Kevin Riepl）负责该片的配乐工作，有100多位来自世界各地的音乐家参与配乐制作。

## 电影音乐
| 曲序 | 曲目                 |                      | 作曲                     | 编曲        | 製作人               | 演唱   |
| ---- | -------------------- | -------------------- | ------------------------ | ----------- | -------------------- | ------ |
| 1.   | 解密（中文版主题曲） | 唐恬                 | 洛内·巴尔菲、凯文·里普尔 | 凯文·里普尔 | Rufio Sandilands、飞 | 周深   |
| 2.   | Code（英文版主题曲） | Charles Zhou、凡希亚 | 洛内·巴尔菲、凯文·里普尔 | 凯文·里普尔 | Rufio Sandilands、飞 | 凡希亚 |

## 发行
该片于2024年7月3日发布定档预告片并宣布于同年8月3日在中国大陆上映，7月25日起在全国开启限时点映。《好莱坞报道》报道华人影业获得该片除中国以外的全球发行权，预计下半年在北美、英国、澳大利亚、新西兰以及其他主要国际市场上映。

## 反响
《北京日报》评论称，这部电影不仅对陈思诚本人是一个突破，对国产大片来说也是一次飞跃，尤其在类型题材、整体基调和视听语言的控制上表现出成熟的水准；惟电影中的“十个梦境”虽然形式感强烈，却因其过度的神秘主义、西式的意象而与影片的时代背景、人物身份不够契合，使得主角显得有些扁平和空洞。